# 白肩鸣鹃鵙
白肩鸣鹃鵙（学名：Lalage sueurii）是山椒鸟科鸣鹃鵙属的一种，分布于印度尼西亚和东帝汶。澳大利亚和新几内亚的白翅鸣鹃鵙（L. tricolor）曾被划入该物种，但现在被视为独立物种。